# 威斯维尔 (弗吉尼亚州)
威斯维尔（Wytheville）位于美国弗吉尼亚州西部，是威斯县的一座城市。